# ریچلند، شهرستان راش، ایندیانا
ریچلند (به انگلیسی: Richland) یک منطقهٔ مسکونی در ایالات متحده آمریکا است که در شهرستان راش، ایندیانا واقع شده‌است. ریچلند ۳۱۲٫۱۲ متر بالاتر از سطح دریا واقع شده‌است.